# Latronico
Latronico (im lokalen Dialekt: Latruonico) ist eine süditalienische Gemeinde (comune) mit 4016 Einwohnern (Stand 31. Dezember 2023) in der Provinz Potenza in der Basilikata. Die Gemeinde liegt etwa 64 Kilometer südsüdöstlich von Potenza am Parco nazionale del Pollino. Latronico ist Teil der Comunità montana Lagonegrese.

## Verkehr
Durch die Gemeinde führt die Strada Statale 653 Sinnica.